# Abell 39
Abell 39 is een planetaire nevel in het sterrenbeeld Hercules, de nevel staat 6800 lichtjaar van de zon en heeft een magnitude van +13,7. In het centrum van de nevel staat een subdwerg O type ster welke de centrale ster van de nevel is.
Het object is een (bijna) perfecte bol met een straal van ongeveer 2,5 lichtjaar.